# 재러드 마틴
재러드 마틴(영어: Jared Martin, 1941년 12월 21일 ~ 2017년 5월 24일)은 미국의 연극 배우, 텔레비전 배우, 영화배우, 영화 감독, 영화 프로듀서이다.

## 방송
- 버뮤다 2만리

## 영화
- 더 콩그레스맨 (2015년)
- 보디가드 대소동 (1994년)
- 우주 전쟁 (1988년)
- 가라데 투사 (1987년)
- 애니그마 (1987년)
- 고요의 땅 (1986년)
- 뉴 글레디에이터스 (1984년) - 드레이크 역
- 히드라 - 몬스터 오브 더 딥 (1984년)
- 호텔 - 시리즈 (1983년)
- 외로운 법정 (1983년)
- 불타는 서부 - 78년 시리즈 (1978년)
- 달라스 (1978년)
- 버뮤다 2만리 (1977년)
- 사랑의 유람선 (1977년)
- 원더 우먼 - TV 시리즈 (1975년)
- 경찰 초년병 (1972년)
- 웨딩 파티 (1969년)
- 원 라이프 투 리브 (1968년)
- 머더 아 라 모드 (1968년)